# جيمس نسبيت
جيمس نسبيت (من مواليد 15 يناير 1965) هو ممثل من أيرلندا الشمالية.ولد في بيليمينا، مقاطعة أنترم.

## وصلات خارجية
- جيمس نسبيت على موقع IMDb (الإنجليزية)
- جيمس نسبيت على موقع ألو سيني (الفرنسية)
- جيمس نسبيت على موقع ميوزك برينز (الإنجليزية)
- جيمس نسبيت على موقع تيرنر كلاسيك موفيز (الإنجليزية)
- جيمس نسبيت على موقع أول موفي (الإنجليزية)
- جيمس نسبيت على موقع قاعدة بيانات الأفلام السويدية (السويدية)
- جيمس نسبيت على موقع إن إن دي بي (الإنجليزية)
- جيمس نسبيت على موقع ديسكوغز (الإنجليزية)
- جيمس نسبيت على موقع قاعدة بيانات الفيلم (الإنجليزية)
- جيمس نسبيت على موقع كينوبويسك (الروسية)

- جيمس نسبيت في قاعدة بيانات الأفلام على الإنترنت.